# Presa de Wolwedans
La presa de Wolwedans és una presa de formigó de sud-africana situada al riu Groot-Brakrivier, prop de Mosselbaai, al Cap Occidental, a Sud-àfrica. La presa és la principal font d'aigua del municipi de Mosselbaai així com la refineria de conversió a gas a líquid PetroSA. La presa serveix principalment per a subministraments d'aigua municipals i industrials.

## Disseny

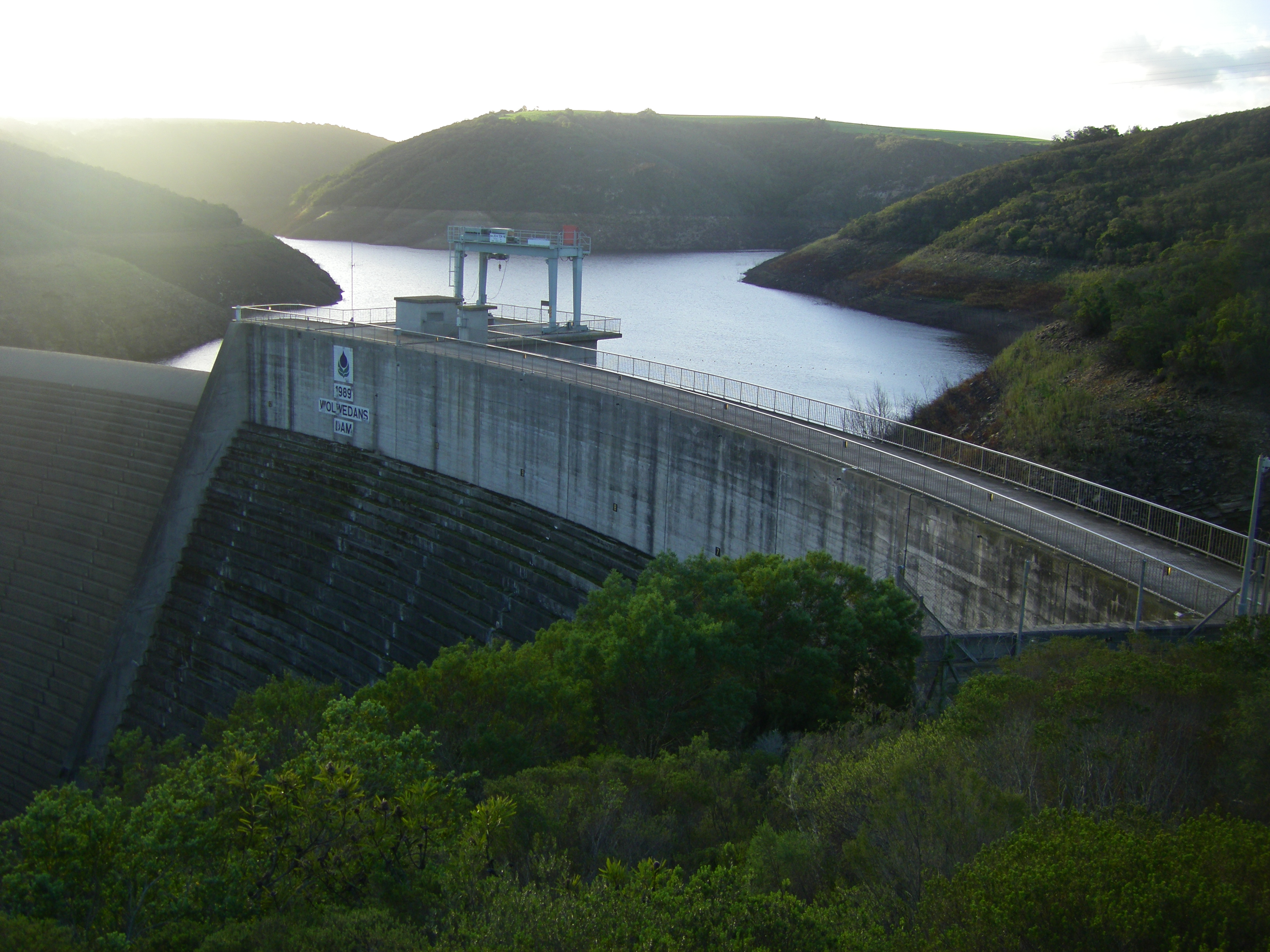
Presa de Wolwedans

Completada a principis de 1990, va ser la primera presa de gravetat amb arc central mundial de formigó compactat amb rodets que depenia totalment de l'acció de l'arc tridimensional per garantir l'estabilitat. La presa de 70 m d'alçada té una cara vertical amunt i una cara avall esglaonada amb un pendent de 0,5:1 (A:V). Té un radi de dovella constant de 135 m i una longitud de cresta de 268 m. La cresta sense desbordament té una amplada de 5 m. La presa es va construir amb capes de formigó compactat amb rodets de 0,25 m de gruix amb juntes induïdes a 10 m d'espai i desbordament cada 4a capa. El formigó compactat amb rodets d'aproximadament 2.000.000 m3 es va col·locar a l'octubre i novembre de 1988 i entre maig i novembre de 1989. Les juntes induïdes es van rejuntar a l'hivern, entre juliol i novembre de 1993. l'embassament es va omplir fins a la seva capacitat el 1992.
| Ciment Portland | cendres volàtils | Aigua | Agregat gruixut | Agregat fi |
| --------------- | ---------------- | ----- | --------------- | ---------- |
| kg/m3           | kg/m3            | kg/m3 | kg/m3           | kg/m3      |
| 58              | 136              | 100   | 1510            | 625        |

Les propietats de la barreja del formigó compactat amb rodets eren:
- Densitat del formigó compactat amb rodets: 2.400 kg/m3
- Resistència a la compressió del formigó compactat amb rodets mitjà a 1 any: 35 MPa (5,076 psi)